# Mémoires du Muséum d'Histoire Naturelle
Mémoires du Muséum d'Histoire Naturelle (abreviado Mém. Mus. Hist. Nat.) fue una revista ilustrada con descripciones botánicas que fue editada en Francia. Se publicaron 20 números en los años 1815-1832.